# Biodegradabilidad
La biodegradabilidad es la capacidad de un material de ser biodegradado. Es un proceso natural en el que un material por acción biológica, cambia y en general pierde sus propiedades originales y a nivel químico las moléculas que lo conforma se convierten en formas más simples y estables. 
Pudiendo ser la forma más oxidada de la molécula original (para materiales de carbón la forma más oxidada es el dióxido de carbono CO2), la forma más reducida (para el carbono es el metano CH4) o una mezcla de ambas.
Cualquier material orgánico puede ser degradado por medios biológicos, como plantas, animales, microorganismos y hongos, bajo condiciones ambientales naturales. Durante el proceso de biodegradación, el material será utilizado por los agentes biológicos como sustrato es decir, fuente de carbono y otros nutrientes esenciales para la salud.
En general todas las sustancias y materiales orgánicos son biodegradables; el tiempo de degradación dependerá de diversos factores como pueden ser: la complejidad de la sustancia, la disponibilidad y tipos de organismos degradadores, si el material es biodisponible, el medio en que se encuentre, etc. Las sustancias que tienden a permanecer por mayor tiempo en el ambiente se les conoce como recalcitrantes.
La biodegradación es la característica de algunas sustancias químicas de poder ser utilizadas como sustrato por microorganismos, que las emplean para producir energía en general por dos vías metabólicas que son respiración aerobia en la que el donador final de electrones es el oxígeno y la respiración anaerobia en la que el donador final de electrones puede ser azufre, fósforo u otro elemento.
Puede emplearse en la eliminación de ciertos contaminantes como los algunos residuos sólidos urbanos, residuos de alimentos, residuos de jardinería, papel, cartón, etc.
La biodegradación se utiliza ampliamente para el tratamiento de residuos orgánicos en plantas de composta, en tratamiento de agua residual, tratamiento de suelos contaminados con plaguicidas, hidrocarburos u otras sustancias. No obstante en vertidos que presenten materia biodegradable estos tratamientos pueden no ser efectivos si nos encontramos con otras sustancias como metales pesados, o si el medio tiene un pH extremo. En estos casos se hace necesario un tratamiento previo que deje el vertido en unas condiciones en la que las bacterias puedan realizar su función a una velocidad aceptable.
Las sustancias inorgánicas también sufren procesos de degradación en general por procesos físicos o químicos como la erosión o la oxidación pero no hay acción biológica en general.

## Vías para la degradación
La degradación de estos compuestos puede producirse por dos vías:
- Degradación aeróbica.
- Degradación anaeróbica.

Los términos biodegradación, materiales biodegradables, compostabilidad, entre otros, son muy comunes pero frecuentemente mal utilizados y fuente de equívocos. La norma europea EN 1343 «Requisitos para embalajes recuperables a través de compostaje y biodegradación - Esquema de prueba y criterios de evaluación para la aceptación final de los embalajes», recién adoptada en Italia con la misma denominación, soluciona este problema y define las características que un material tiene que poseer para poderse definir «compostable». Esta norma es fundamental para los productores de materiales, las autoridades públicas, los compostadores y los consumidores. Según la UNE EN 13432, las características de un material compostable son las siguientes:
Biodegradabilidad, o sea la conversión metabólica del material compostable en anhídrido carbónico. Esta propiedad puede medirse con un método de prueba estándar, el método EN 14046 (publicado también como ISO 14885. Biodegradabilidad en condiciones de compostaje controlado). El nivel de aceptación es igual a 90 % y se tiene que alcanzar durante menos de 6 meses.

## Plazos de tiempo para la descomposición de varias materias comunes
- Cáscara de plátano o de banano: 2 a 10 días
- Pañuelos hechos de algodón: 1 a 5 meses
- Papel: 2 a 5 meses
- Cáscara de naranja: 6 meses
- Cuerda: 3 a 14 meses
- Filtros de cigarrillos: 1 a 2 años
- Estaca de madera: 2 a 3 años
- Calcetines o medias de lana: 1 a 5 años
- Aislante térmico de poliestireno (Styrofoam): 500 a 1000 años
- Botella de vidrio: cerca de 4000 años
- Hierro: depende del tipo de hierro desde 1 año a varios millones de años
- Hueso: de 10 a 15 años